# 조용각
조용각은 조동식의 조카로 동덕여학단 이시장이었다. 
동덕여자대학교는 공적을 인정해 교내에 그의 흉상을 전시하고 있다.